# أنيون الهيدروجين
أنيون الهيدروجين هو أيون الهيدروجين السالب −H، أي ذرة الهيدروجين التي استولت على إلكترون إضافي. يُعتبر أنيون الهيدروجين مكونًا مهمًا للغلاف الجوي للنجوم مثل الشمس. يُسمى هذا الأيون في الكيمياء بالهيدريد، ويحتوي على إلكترونين مرتبطين بالقوة الكهرومغناطيسية بنواة تحتوي على بروتون واحد.
يُدعى تساوي طاقة ربط أنيون الهيدروجين مع طاقة ربط إلكترون إضافي بذرة الهيدروجين بانجذاب الإلكترون للهيدروجين، ويقاس بين (19)0.754195 إلكترون فولت أو (62)0.0277161 هارتري، وتصبح بذلك الطاقة الكلية للأرض 14.359888- إلكترون فولت.

## الظهور
أنيون الهيدروجين هو مصدر العتامة الكلّية الغير محدودة في الأطوال الموجية المرئية والقريبة من الأشعة تحت الحمراء في الغلاف الجوي للنجوم مثل الشمس (ميهالاس، 1978)، وقد لوحظت أهميته لأول مرة في عام 1930. تمتص الأيونات الفوتونات ذات الطاقات التي تتراوح في النطاق من 0.75 إلى 4.0 إلكترون فولت، والتي تتغير من الأشعة تحت الحمراء إلى الطيف المرئي.
تأتي معظم الإلكترونات الموجودة في هذه الأيونات السالبة من تأين المعادن ذات إمكانات التأين المنخفضة بما في ذلك المعادن القلوية والأتربة القلوية. إن التسمية الصحيحة للعملية التي تنزع الإلكترون من الأيونات هي الانفصال الضوئي بدلاً من التأين بتأثير الضوء لأن النتيجة هي ذرة محايدة (بدلاً من أيون) وإلكترون حر.
يتشكل أنيون الهيدروجين أيضًا في أيونوسفير الأرض، ويمكن إنتاجه في مسرعات الجسيمات، وأثبت أول ظهور له نظريًا من قبل هانز بيته في عام 1929. يُعد أنيون الهيدروجين أيون غير عادي لأنه لا يملك حالات محددة في شكله الحر كما ثُبت أخيرًا في عام 1977، ودُرس بشكل تجريبي باستخدام مسرعات الجسيمات.
أنيون الهيدريد هو هيدروجين في حالة أكسدة رسمية -1. يُستخدم مصطلح هيدريد أحيانًا لوصف مركبات الهيدروجين مع عناصر أخرى يكون فيها الهيدروجين في حالة الأكسدة الرسمية -1. تكون الرابطة بين ذرة الهيدروجين وأقرب قرين لها تساهمية في معظم هذه المركبات. إن أحد الأمثلة على الهيدريد هو أنيون البوروهيدريد (BH-4).